# Niko Hurme
Niko Hurme přezdívaný Kalma (* 19. listopadu 1974 Karkkila, Finsko) byl třetím baskytaristou finské hard rockové a heavy metalové skupiny Lordi. Ve skupině působil od roku 2002 do roku 2005.
Ve skupině nahradil baskytaristu Sama Wolkinga, kam ho přivedl Sampsa Astala. Ve skupině se stal autorem alba Get Heavy vydaného v roce 2002, i když na albu nehraje ani nezpívá. Za autorství vděčí svému předchůdci Samu Wolkingovi, který ze skupiny odešel před vydáním CD. Konečným autorem alba se tedy stal on sám, s albem se nafotil a nakreslil booklet. Do podobné situace se i on, když na albu The Arockalypse nahrál basové výstupy, nazpíval zadní vokály a nakonec skupinu opustil a zásluhu na CD připadly jeho nástupci, kterým byl Samer el Nahhal. I v tomto případě nechybí v bookletu věta, že basové a zadní vokálové výstupy vytvořil Niko Hurme.
S každým každým novým CD si měnil masku, která měla vždy podobu zombie. Naposledy s Lordy vystoupil 5. listopadu 2005. To byl také oficiální konec jeho kariéry v této skupině, ale ještě do poloviny roku 2006 spolupracoval s Lordy na albu The Arockalypse a učil Samera el Nahhala basové výstupy v písních. Koncert 5. listopadu 2005 v Moskvě měl v historii skupiny velký význam. Na jednom pódiu se potkal s Leenou Peisou, která zde měla premiéru, zatím co on ve skupině končil. Toto vystoupení byl zároveň konec turné k albu The Monsterican Dream.
Na albech nejen hrál na basovou kytaru, ale i zpíval s Kitou zadní vokály. Na rozdíl od Kity zpíval na i koncertech. S Kitou později působili ve skupině SO., v niž hráli i v době, kdy byli členy skupiny Lordi.